# تختغاة جهانناحية (مقاطعة دالاهو)
تختغاة جهانناحية (بالفارسية: تختگاه جهانبخش) هي قرية تقع في كرمانشاه في إيران. يقدر عدد سكانها بـ 168 نسمة بحسب إحصاء 2016.